# Pternozyga melanoterma
Pternozyga melanoterma es una especie de polilla de la familia Tortricidae. Se encuentra en Nueva Guinea.